# Belemnia ochriplaga
Belemnia ochriplaga är en fjärilsart som beskrevs av George Francis Hampson 1901. Belemnia ochriplaga ingår i släktet Belemnia och familjen björnspinnare. Inga underarter finns listade i Catalogue of Life.